# Cypress Lake
Cypress Lake es un lugar designado por el censo ubicado en el condado de Lee en el estado estadounidense de Florida. En el Censo de 2010 tenía una población de 11.846 habitantes y una densidad poblacional de 1.134,93 personas por km².

## Geografía
Cypress Lake se encuentra ubicado en las coordenadas 26°32′21″N 81°53′58″O / 26.53917, -81.89944. Según la Oficina del Censo de los Estados Unidos, Cypress Lake tiene una superficie total de 10.44 km², de la cual 10 km² corresponden a tierra firme y (4.17%) 0.44 km² es agua.

## Demografía
Según el censo de 2010, había 11.846 personas residiendo en Cypress Lake. La densidad de población era de 1.134,93 hab./km². De los 11.846 habitantes, Cypress Lake estaba compuesto por el 93.92% blancos, el 2.15% eran afroamericanos, el 0.21% eran amerindios, el 0.84% eran asiáticos, el 0.02% eran isleños del Pacífico, el 1.62% eran de otras razas y el 1.23% pertenecían a dos o más razas. Del total de la población el 8.2% eran hispanos o latinos de cualquier raza.